# Електролітична дисоціація

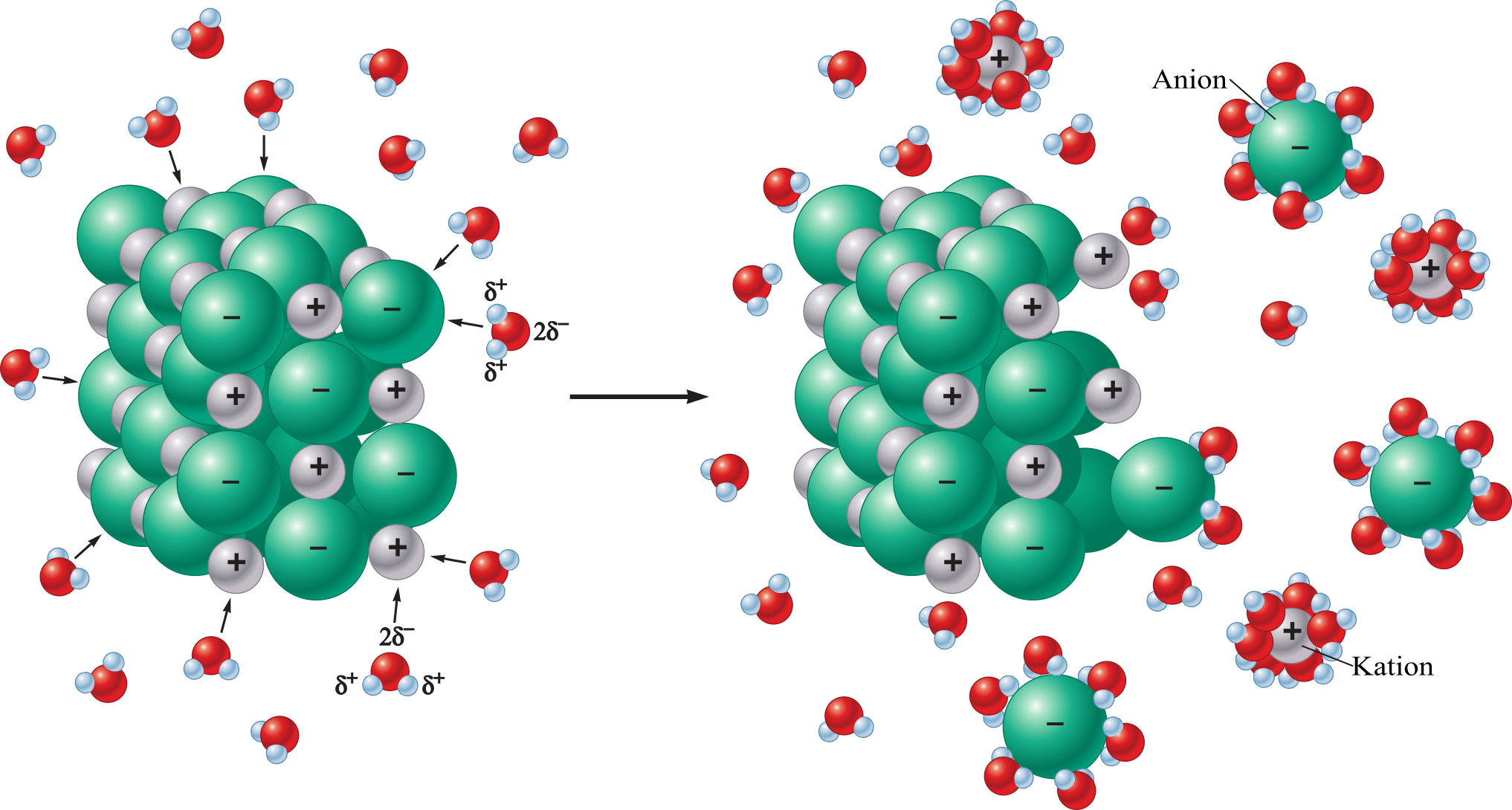
Перебіг електролітичної дисоціації йонної солі у воді

Електроліти́чна дисоціа́ція — явище розпаду нейтральних молекул на іони, що відбувається в електролітах. Наприклад, молекула кислоти HCl розпадається при розчиненні на іони Н+ та Cl-.

## Фізична природа
Полярні розчинники ослаблюють електростатичну взаємодію між зарядженими складовими молекули, зв'язок між якими має іонний характер. Ослаблення взаємодії з макроскопічної точки зору зумовлене великою діелектричною проникністю розчинника. Наприклад, для води діелектрична проникність дорівнює 81, тому вода такий гарний розчинник. З мікроскопічної точки зору, молекули полярного розчинника — диполі, що орієнтуються поряд із молекулою розчиненої речовини таким чином, щоб кулонівська сила їхнього притягання протидіяла кулонівським силам іонного зв'язку. Як наслідок, молекула розчиненої речовини розпадається на іони, які можуть існувати в електроліті завдяки екрануванню створеного ними електростатичного поля.

## Електроліти, неелектроліти
Речовини, розчини або розплави яких проводять електричний струм, називаються електролітами. Речовини, розчини або розплави які не проводять електричного струму, називаються неелектролітами.
Електроліти під час розчинення у воді розпадаються (дисоціюють) на позитивно й негативно заряджені йони. Розпад на йони здійснюється під дією диполів води. Іони в розчині перебувають у гідратованому стані, тобто вони оточені диполями води. Під дією електричного струму позитивно заряджені йони (катіони) рухаються до катода, негативно заряджені (аніони) — до анода. Завдяки руху йонів розчини електролітів проводять електричний струм. У розчинах на іони розпадаються речовини з іонним і ковалентним полярним зв'язком.

## Ступінь дисоціації
Ступінь дисоціації — відношення числа молекул, що розпалися на йони, до загального числа розчинених молекул. Ступінь дисоціації виражається в частках одиниці або у відсотках. Якщо ступінь дисоціації менший 3 %, то електроліт називається слабким, якщо більший 30 % — сильним. Електроліти, ступінь дисоціації яких лежить у межах від 3 до 30 %, називаються електролітами середньої сили.

## Електролітична дисоціація кислот, лугів, солей
- Кислоти дисоціюють на катіони Гідрогену й аніони кислотного залишку.
- Луги дисоціюють на катіони металу (або йони амонію) та аніони гідроксидної групи.
- Солі дисоціюють на катіони металу (або йони амонію) та аніони кислотного залишку.
- На йони не розпадаються осади, гази, а також вода — сполука, яка мало дисоціює.